# Hermann Reinhold Pauli

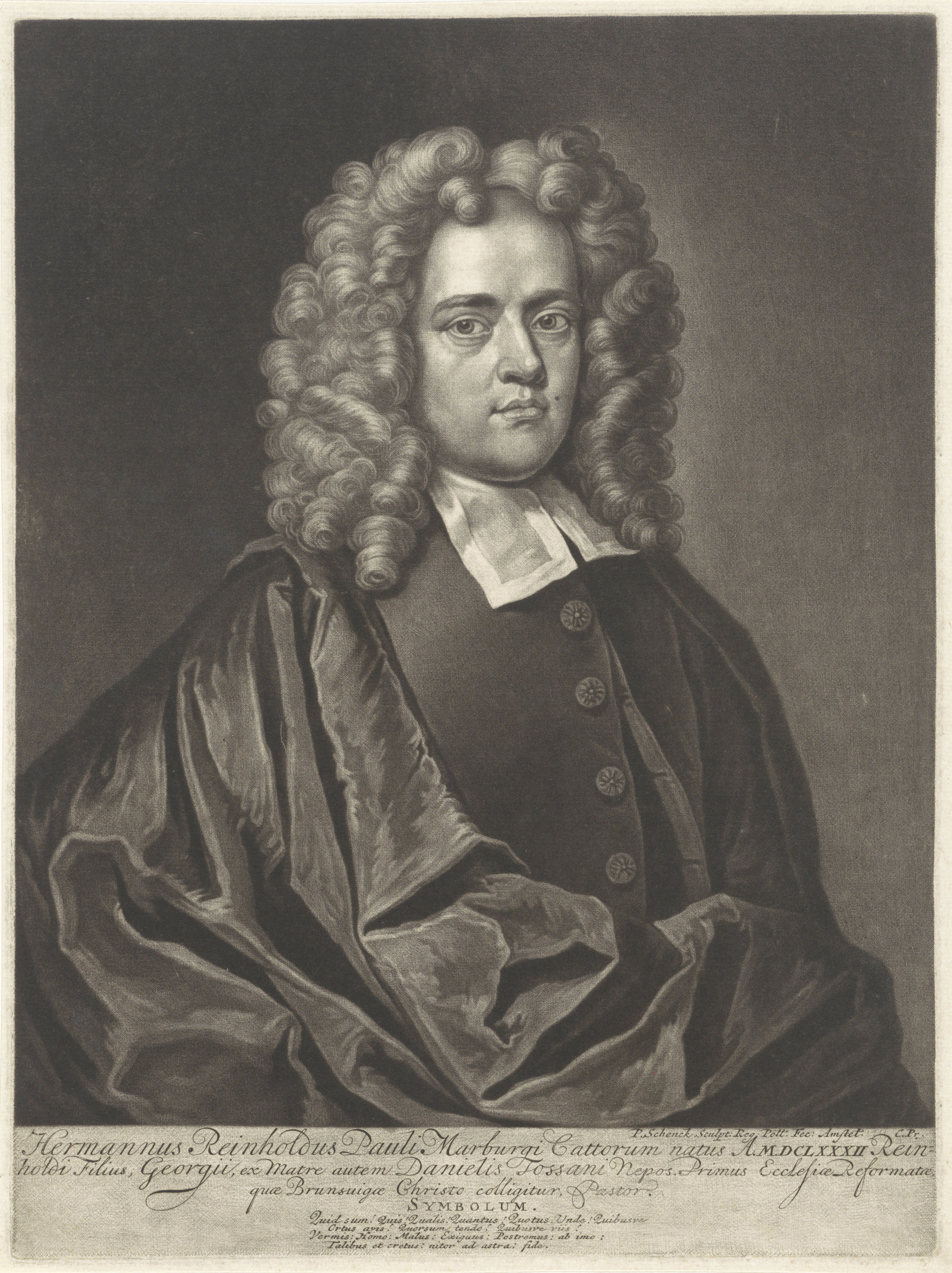

Hermann Reinhold Pauli (* 28. Februar 1682 in Marburg; † 5. August 1750) war ein deutscher evangelischer Theologe und Prediger.

## Leben
Hermann Reinhold Pauli entstammte einer Familie, deren männliche Vorfahren Geistliche in Danzig waren. Sein Vater Reinhold Pauli war ab 1670 Professor der Theologie in Marburg und starb schon in Hermann Paulis erstem Lebensjahr. Seine Mutter Maria Elisabeth, eine Tochter des Theologen Daniel Tossanus, wurde in 1648 Frankenthal geboren und starb im Jahr 1697. Er besuchte Schulen in seiner Heimatstadt und begann an der dortigen Universität im Jahr 1696 das Theologiestudium. Danach studierte er zusammen mit seinem älteren Bruder am Alten Gymnasium in Bremen und setzte ab 1701 das Studium in Marburg wieder fort. 1702 schloss er das Studium mit der Verteidigung einer Abhandlung über 2 Kor 4,6–7  ab und nahm eine Stelle als Hofprediger bei der verwitweten Fürstin von Nassau-Schaumburg an.
Drei Jahre später, 1705, wurde er Prediger in Braunschweig. Im Zuge der Unterstützung seiner Gemeinde unternahm er im Oktober 1705 eine Kollektenreise in die Niederlande. Dort lernte er bedeutende evangelische Theologen kennen. Ab 1724 war Hermann Reinhold Pauli als Prediger in Frankenthal tätig. 1728 zog er nach Halle, wo er eine Stelle als zweiter Domprediger und als Professor am Gymnasium illustre bekam. Erster Domprediger und Konsistorialrat wurde Pauli im Jahr 1734, später auch Inspektor des Domgymnasiums. Nach mehreren Krankheiten schließlich starb Hermann Reinhold Pauli am 5. August 1750.
Pauli war mit der Tochter des Theologen Johan Friedrich Mieg verheiratet. Paulis Kinder waren Ernst Ludwig Pauli, Hermann Gottfried Pauli, Georg Jakob Pauli sowie Louise Katharine Adelheit.

## Werke
- Die Kraft des Reiches Gottes, in 20 Predigten. Braunschweig 1716.
- Lobe, lobe meine Seele, den der heißt Herr Zebaoth